# Stepstone
Stepstone är en jobbsajt för jobb- och rekryteringssökning med platsannonser, employer branding och CV-matchning. Sajten hade innan Blockets förvärv ett Karriärcenter med tips om hur jobbsökare skriver CV och personliga brev. Rekryterare hade även tillgång till en egen kunskapsbank.
Stepstone grundades i Norge 1996 och köptes 2009 av Berlinbaserade Axel Springer AG. Stepstone har lokala sajter i nio europeiska länder (Sverige, Danmark, Nederländerna, Belgien, Tyskland, Österrike, Frankrike, Italien, Luxemburg) vilka  tillsammans samlade drygt 88 000 jobb, 1,4 miljoner CV:n, 3,2 miljoner prenumeranter och 10 miljoner besökare per månad i mitten på 2011.
I januari 2014 förvärvade Blocket AB StepStones svenska verksamhet, StepStone AB, som komplement till sin egen kategori Blocket Jobb.
StepStone grundade rekryteringsnätverket the Network, bestående av 133 länder globalt 2002.